# Rhoicissus microphylla
Rhoicissus microphylla là một loài thực vật hai lá mầm trong họ Nho. Loài này được (Turcz.) Gilg & M. Brandt miêu tả khoa học đầu tiên năm 1911.